# Miguel Ángel Russo
Miguel Ángel Russo (Lanús, 9 aprile 1956) è un allenatore di calcio ed ex calciatore argentino, di ruolo centrocampista, tecnico del Boca Juniors.

## Biografia
Anche suo figlio Ignacio è un calciatore professionista.

## Palmarès

### Giocatore
- Campionato argentino: 2

Estudiantes: Metropolitano 1982, Nacional 1983

### Allenatore

#### Competizioni nazionali
- Primera B Nacional: 3

Lanús: 1991-1992
Estudiantes: 1994-1995
Rosario Central: 2012-2013
- Campionato argentino: 2

Vélez Sarsfield: Clausura 2005
Boca Juniors: 2019-2020
- Campionato colombiano: 1

Millonarios: 2017-II
- Copa Diego Armando Maradona: 1

Boca Juniors: 2020
- Copa de la Liga Profesional: 1

Rosario Central: 2023

#### Competizioni internazionali
- Coppa Libertadores: 1

Boca Juniors: 2007